# 名古屋造型艺术大学短期大学部
名古屋造型艺术大学短期大学部（日语：／ Nagoya Zokeigeijutsu Daigaku Joshi Tanki Daigakubu *），简称艺短（げいたん），是过去一所位于日本爱知县小牧市的私立短期大学。前身是名古屋造型艺术短期大学（日语：／ Nagoya Zokeigeijutsu Tanki Daigaku *）。

## 概要

### 简介
- 短期大学为于1967年开办[1]、由学校法人同朋学园经营、来教育的基础是佛教。招生到2007年、停办于2011年[2]。

### 历史
- 1967年 名古屋造型艺术短期大学成立并同时设置造型艺术科。
- 1969年 造型艺术专攻成立于专科.
- 1981年 造型艺术科分离为两个专攻、以下列举
  - 绘画·雕塑专攻[注 2]
  - 设计·工艺专攻[注 2]
- 1985年 校园迁址至爱知县小牧市从爱知县名古屋市中村区。
- 2003年 改校名为名古屋造型艺术大学短期大学部。
- 2007年 招生最后、次年停止招生（正式停办于2011年1月24日[2]）。

## 学校环境
- 校区：爱知县小牧市[注 1]

## 历任校长
- 山上正尊：第一代短期大学校长[3]。

## 组织

### 学科
- 造型艺术学科

### 前学科
| - 造型艺术学科 - 绘画·雕塑专攻 - 设计·工艺专攻 |

### 专科
| - 造型艺术专攻 |

### 业余课程
| - 没有 |

## 知名校友
- 畠中惠：推理小說作家
- 片岸舞子：喜剧演员
- 来来猫：漫画家
- 末松则子：政治人物

## 相关链接
- 日本短期大学列表
- 名古屋音乐短期大学